# НАМИ–750
НАМИ—750 (НАМИ—751) — серія дослідних електромобілів вантажністю 500 кг (1500 кг), що були розроблені в НАМІ у 1949 р. (6 екземплярів) і виготовлені на ЛАЗі у 1951 р. (20 екземплярів). Кожен комплектувався двома електродвигунами постійного струму потужністю 3,2 кВт (6 кВт), свинцево-кислотними чи залізно-нікелевими акумуляторними батареями. Запас ходу становив 50-60 км (60-70 км). Максимальна швидкість — 30 км/год (35 км/год). У конструкції використовувались, зокрема, алюмінієві сплави, дерево, вузли і деталі ГАЗ-М20 «Победа», ГАЗ-АА, ГАЗ-51.

## Історія

### Передумови
Інтерес до електромобілів існував ще на світанку автомобілебудування. Переваги електричного двигуна перед двигуном внутрішнього згоряння — полегшений запуск незалежно від температурних умов, відсутність відпрацьованих газів, при тому, що електромобілям не потрібні складні у виготовленні зчеплення та коробка передач, що суттєво спрощує їх конструкцію. Однак електромобілям були характерні й суттєві недоліки — малий запас ходу, значна маса акумуляторних батарей, їх висока вартість.
Допоки експлуатаційні властивості електромобілів та автомобілів з ДВЗ були співставні важко було виявити у даній парі лідера. Однак як тільки потужність ДВЗ зросла, а їх вартість при масовому виробництві різко знизилась, електромобілі виявились у аутсайдерах. Однак є цілий ряд внутрішньоміських перевезень (торгова мережа, доставка пошти, комунальне господарство) з великою кількістю зупинок, невеликою швидкістю руху та малим добовим пробігом. При подібних роботах звичайний автомобільний транспорт не використовує у повній мірі закладені у нього характеристики — високу максимальну швидкість, значний запас ходу і т. д. Крім того, при такій експлуатації помітно збільшується витрата палива, швидше зношується двигун та трансмісія, через що зростає вартість перевезень. За різними оцінками, доставка вантажів у міських умовах на електромобілях має коштувати на 15-20 % менше, аніж на автомобілях з двигунами внутрішнього згоряння. Звідси слідує, що експлуатація електромобілів попри їхні недоліки має економічну доцільність.
Ще на початку 1930-их років на Московському комбінаті реконструкції транспорту побудували кілька розвізних вантажних електромобілів на старих шасі Ford AA. Сумарна потужність електродвигунів цих машин становила 5 к.с., а максимальна швидкість — 15-17 км/год.
У 1935 р. у лабораторії електричної тяги Московського енергетичного інституту під керівництвом професора В. Резенфорда та інженера Ю. Галкіна був створений двотонний електромобіль на шасі вантажівки ЗИС-5. Електромобіль міг перевозити два контейнери зі сміттям масою 1800 кг. При цьому максимальна швидкість машини становила 24 км/год, а запас ходу — 40 км.
Після Другої світової війни був наявний дефіцит рідкого палива — автомобільний парк збільшувався, а нафтопереробна промисловість не встигала нарощувати потужності по виробництву бензину та дизпалива. У такій ситуації ідея виробництва розвізних електромобілів для великих міст знову стала виглядати доволі перспективно.

### Розробка у НАМИ
Відповідно до постанови Ради міністрів СРСР від 14 липня 1947 року (№ 2506) та наказу міністра автомобільної та тракторної промисловості СРСР С. А. Акопова від 18 липня 1947 р. (№ 395), Науково-дослідному автомобільному та автомоторному інституту (НАМИ) доручалось спроектувати та побудувати дослідні зразки акумуляторних електромобілів НАМИ-010. Головним конструктором проекту був призначений Б. В. Шишкін, в команді конструкторів працювали А. А. Душкевич, А. С. Резніков, Д. Г. Поляк та ін.
Науково-дослідний автомобільний та автомоторних інститут мав розробити у рамках одного проекту НАМИ-010 два електромобілі різної вантажності — НАМИ-Э500 (вантажність 500 кг) та НАМИ-Э1500 (вантажність 1500 кг), але виконаних за однаковою конструктивною схемою. При всій схожості «півторатонний» електромобіль вийшов більшим та масивнішим за «півтонку». Для зниження вартості та витрат на експлуатацію електромобілі проектували з максимальним використанням вузлів серійних автомобілів ГАЗ-М20 «Победа», ГАЗ-АА та ГАЗ-51. У подальшому, при підготовці до серійного виробництва, ці автомобілі отримають нові найменування — ЛАЗ-НАМИ-750 (вантажність 500 кг) та ЛАЗ-НАМИ-751 (вантажність 1500 кг). По суті, це були вже заводські галузеві найменування з абревіатурою майбутнього заводу виробника та цифровими індексами з інтервалу чисел, виділених Львівському автобусному заводу. Просто до цих найменувань додавалось скорочення НАМИ, що вказувало на розробника конструкції.
Оскільки при проектуванні електомобілів ставилась умова створити якмога легшу конструкцію (щоб хоча би частково компенсувати масу важких акумуляторних батарей), несучу основу (раму) для них виконали у вигляді просторової ферми з легких пресованих профілів з алюмінієвого сплаву марки Авт-І, з'єднаних заклепками. Основи обох автомобілів проєктувались за однією схемою та відрізнялись лише деталями, зв'язаними з різним об'ємом акумуляторних батарей та агрегатною базою. Вага алюмінівої просторової ферми (90 кг для ЛАЗ-НАМИ-750) виявилась вдвічі меншою ваги сталевої рами співставних за вантажністю імпортних електромобілів. Із зовнішньої сторони рама електромобілів облицьовувалась листами з авіалю (авіаційного алюмінію). Верхня частина рами у межах вантажного відділення закривалась зверху металевими листами, котрі утворювали підлогу кузова. Випробування рам показали значний запас міцності (у середньому 12-15 раз), що дозволяло би в майбутньому знизити масу рами електромобіля ще на 30-40 % за рахунок зменшення перерізу профілю на 10-50 %. Але за технологічними причинами було вирішено залишити наяні розміри профілів.
Дерев'яний каркас кузова жорстко кріпився до несучої основи та зовні обшивався фанерою, а дах зверху додатково обтягувався дермантином для запобігання протіканням кузова. Щоб збільшити ресурс кузова, усі його дерев'яні деталі оброблялись оліфою й зверху покривались лаком. Тільки передня панель кузова виконувалась із листової сталі і у нижній частині за допомогою заклепок жорстко з'єднувалась із несучою основою.
Для зручності навантажувально-розвантажувальних робіт у бортах кузова були четверо дверей, що засовувались під дах. Усі вони мали замки, що запирались спеціальним ключем. На поперечині рами над балкою задньої осі жорстко встановлювались два тягових електродвигуни послідовного збудження (у ЛАЗ-НАМИ-750 типу ДК-906 потужністю 3,2 кВт, а у ЛАЗ-НАМИ-751 — ДК-909А потужністю 6 кВт). Від них через індивідуальні карданні передачі та одноступеневі зубчасті передачі з внутрішнім зачепленням, розташовані у одному блоці з колісними гальмами, здійснювався привід коліс. Завдяки двом незалежним одне від одного приводам відпадала потреба у встановленні міжколісного диференціалу.
Крім того, наявність двох двигунів у процесі розгону електромобіля дозволяла здійснювати послідовне та паралельне з'єднання, що значно знижувало пускові втрати й тим самим економило електроенергію. Подібне з'єднання давало можливість отримати економічні швидкості руху — повну та половинчасту. При однодвигунному приводі тих же результатів можна було досягти або за допомогою складного двоколекторного двигуна, або шляхом послідовного та паралельного перемикання батарей, що конструктивно складно і все ж приводило би до деякої втрати енергії. Тому дводвигунний привід, не дивлячись на деякий програш у масі (два двигуна важчі за один), все одно виглядав більш раціональним.
Тягові електродвигуни мали послідовне збудження. Особливо цінною якістю була їх здатність знижувати кількість обертів при збільшенні навантаження. Завдяки цьому споживана потужність менше залежала від профілю дороги, а акумуляторна батарея працювала у найбільш сприятливих умовах.
Джерелами енергії електромобіля ЛАЗ-НАМИ-750 використовували намазні свинцево-кислотні акумуляторні батареї типу 40-ТЭ-200 (для ЛАЗ-НАМИ-751 — 40-ТЭ-300). Букви ТЭ означали «тягові електромобільні», а цифра «200» вказувала на гарантійну ємність батареї при розряді у 2,5-годинному режимі.
Батареї ділились на дві напівбатареї, встановлені з правої та лівої сторін електромобіля. Кожна півбатарея збиралась у своєму дерев'яному армованому ящику-секції. Секція батареї 40-ТЭ-200 складалась з 20 елементів у ебонітових бачках. Батареї забезпечували середній експлуатаційних запас ходу у 50-65 км (для повністю завантаженого автомобіля — 48-50 км) при середній експлуатаційній швидкості 20-25 км/год, що приблизно відповідало 2,5-3,5 год експлуатації. Електромобіль міг долати підйоми з ухилом 10-12 %.
При використанні свинцево-кислотних батарей доводилось обмежувати максимальну швидкість електромобіля, оскільки чим вона вища, тим вища сила розрядного струму акумуляторів і менший запас ходу. Максимальна швидкість ЛАЗ-НАМИ-750 становила 30 км/год, а запас ходу 60-70 км, у ЛАЗ-НАМИ-751 — 32 км/год і 65-70 км відповідно.
В умовах внутрішньоміських перевезень невелика максимальна швидкість електромобілів не мала особливого значення: завдяки високим прискоренням при розгоні (електродвигуни у пікових режимах при прискореннях могли розвинути потужність у 2-3 рази вищу номінальної) електромобілі по середньотехнічній швидкості мало чим поступались звичайним вантажівкам та не випадали із загального потоку.
До речі, через невисоку максимальну швидкість та деяку економію електроенергії на електромобілях вважали можливим встановлювати лише одну фару головного світла. Для збільшення добового пробігу в інституті розробили спеціальний випрямляч, що давав змогу підзаряджати акумуляторні батареї електромобілів на спеціально обладнаних стендах (для навантаження чи розвантаження) від звичайної міської електромережі з напругою 127 чи 220 В.
Огляд та технічне обслуговування акумуляторів здійснювалось через люки. Для монтажу-демонтажу АКБ збоку в бортах кузова передбачались відкидні (на петлях) дверцята. З метою збільшення збережності АКБ підвіска електромобілів була м'якою, з поздовжніми напівеліптичними ресорами спереду та ззаду. Передні кронштейни ресор електромобіля ЛАЗ-НАМИ-750 встановлювались на кронштейнах та кріпились пальцями. Задні кінці передніх ресор кріпились сережками на жорстких кронштейнах, а задні кінці задніх ресор — на пружних кронштейнах. Передня підвіска оснащувалась гідравлічними амортизаторами двосторонньої дії.
Окрім робочої гідравлічної гальмівної системи (від автомобіля «Победа»), на електромобілі передбачалось електричне реостатне гальмування. А стоянкова гальмівна система з механічним (тросовим) приводом приводила в дію гальмівні механізми задніх коліс.
Побудову дослідної серії з 3-ох півтонних та 3-ох півторатонних машин закінчили до 1 липня 1948 р. Два перших електромобілі піддали пробіговим та стендовим випробуванням, щоб встановити відповідність їх експлуатаційних якостей проектному завданню та перевірити працездатність оригінальних вузлів конструкції.

### Виробництво на ЛАЗі
Виробництво електромобілів вирішили налагодити на Львівському автобусному заводі (згідно наказу Міністерства автомобільної та тракторної промисловості СРСР № 225 від 29 квітня 1949 року «Про організацію на Львівському автозбиральному заводі виробництва електромобілів та автобусів»). У квітні 1949 р. підприємство було перейменовано в Львівський автобусний завод (ЛАЗ). Однак перед підготовкою виробництва, були проведені експлуатаційні випробування на Московському поштампі Мінзв'язку СРСР. З літа 1949 р. по весну 1950 р. на перевезеннях кореспонденції задіяли чотири дослідні електромобілі, побудовані у НАМИ.
Відповідно з наказом МАТП СРСР № 52 від 30 січня 1950 р., першу промислову партію з 20 електромобілів (десять ЛАЗ-НАМИ-750 та десять ЛАЗ-НАМИ-751) планувалось побудувати на Львівському автобусному заводі у 1950 р. Але завершити виробництво цих 20 машин вдалось лише у 1951 р. — порівну по моделях: вісім у третьому кварталі та дванадцять у четвертому. У процесі виробництва у Львові електромобілі зазнали деяких доробок. Відомо, що покращення експлуатаційних показників невід'ємно пов'язані із проблемою створення більш досконалих акумуляторів, що характеризуються, загалом, трьома параметрами — вагою, співставною з енергією, ресурсом та вартістю. Кількість енергії, котру акумулятор може віддати при роботі, залежить від сили його розрядного струму. Зі збільшенням сили струму ємність та напруга акумуляторів зменшуються тобто загалом знижується віддача енергії. Виконані у Москві експлуатаційні випробування електромобілів показали, що найбільш сприятливими є залізо-нікелеві акумулятори. Вони були відносно недорогі та мали тривалий термін служби при порівняно невеликій масі. Тому на нові електромобілі встановлювали залізонікелеві акумуляторні батареї. Повторна експлуатація на Ленінградському поштампі електромобілів ЛАЗ-НАМИ (вже виконаних на Львівському автобусному заводі) підтвердила, що машини з залізонікелевими акумуляторами значно кращі за показниками, аніж зі свинцево-кислотними намазними акумуляторами. При правильно організованій експлуатації добовий пробіг електромобіля можна було довести до 140—160 км, суттєво здешевивши перевезення без збільшення маси батарей.
Великий пробіг електромобілів у даному випадку досягався шляхом підзаряджання батарей упродовж робочого дня від мережі змінного струму при встановленні випрямляча безпосередньо на електромобілі. Щоправда, справа ускладнювалась тим, що такі випрямлячі мали значну масу та габарити. Однак із застосуванням нових потужних германієвих та кремнієвих випрямлячів, що мають невеликі габарити та високий ККД, це завдання мало спроститись.
Як альтернатива також пропонувався принцип швидкої заміни батарей протягом робочого дня (розряджені батареї змінювали на повністю готові до роботи). Такий принцип тоді досить успішно застосовували для електромобілів за кордоном, зокрема на поштампі у Берліні.
Однак невдовзі інтерес до електромобілів у СРСР став згасати. До 1951 р. перестав відчуватись дефіцит рідкого палива. До того ж розрахункова вартість електромобілів була не у їх користь. Навіть при щорічному випуску від 5000 до 10000 електромобілів у Львові їх вартість залишалась дуже високою: ЛАЗ-НАМИ-750 без акумуляторної батареї коштував 12 тис. руб., а з батареєю — 16 тис. руб.; ЛАЗ-НАМИ-751 — 18 та 24 тис. руб. відповідно (це більше ніж вартість ГАЗ-51 з більшою вантажністю). Все це призвело до того, що Львівський автобусний завод вже не повертався до виробництва електромобілів, а почав займатись більш затребуваною продукцією, зокрема автокранами та фургонами на шасі автомобілів ЗИЛ, причепів до вантажних автомобілів, а з 1956 р. перейшов на випуск основної своєї продукції — автобусів.